# Arrondissement de Stade
Pour les articles homonymes, voir Stade (homonymie)#Toponyme.
L'arrondissement de Stade est un arrondissement ("Landkreis" en allemand) de Basse-Saxe (Allemagne). Son chef-lieu est Stade.

## Villes, communes et communautés d'administration
(nombre d'habitants en 2006)
| Einheitsgemeinden - 1. Buxtehude, ville, commune autonome (39 642) - 2. Drochtersen (12 260) - 3. Jork (11 947) - 4. Stade, ville, commune autonome (45 949) Samtgemeinden avec leurs communes membres Siège de la Samtgemeinde * - 1. Samtgemeinde Apensen (7 787) 1. Apensen * (3 025) 2. Beckdorf (2 501) 3. Sauensiek (2 261) - 2. Samtgemeinde Fredenbeck (12 941) 1. Deinste (2 200) 2. Fredenbeck * (5 814) 3. Kutenholz (4 927) | Stade | Stade |
| - 3. Samtgemeinde Harsefeld (20 416) 1. Ahlerstedt (5 121) 2. Bargstedt (2 105) 3. Brest (829) 4. Harsefeld, Flecken * (12 361) - 4. Samtgemeinde Horneburg (11 500) 1. Agathenburg (1 117) 2. Bliedersdorf (1 638) 3. Dollern (1 731) 4. Horneburg, Flecken * (5 551) 5. Nottensdorf (1 463) | - 5. Samtgemeinde Lühe (10 067) 1. Grünendeich (2 008) 2. Guderhandviertel (1 230) 3. Hollern-Twielenfleth (3 382) 4. Mittelnkirchen (982) 5. Neuenkirchen (819) 6. Steinkirchen * (1 646) - 6. Samtgemeinde Nordkehdingen (7 745) 1. Balje (1 109) 2. Freiburg/Elbe, Flecken * (1 880) 3. Krummendeich (485) 4. Oederquart (1 207) 5. Wischhafen (3 064) | - 7. Samtgemeinde Oldendorf-Himmelpforten (17 565) 1. Burweg (992) 2. Düdenbüttel (969) 3. Engelschoff (756) 4. Estorf (1 387) 5. Großenwörden (474) 6. Hammah (2 964) 7. Heinbockel (1 445) 8. Himmelpforten * (4 990) 9. Kranenburg (712) 10. Oldendorf * (2 876) |